# Malmö Stadion
 (avril 2025).
Le Malmö Stadion est un stade situé à Malmö en Suède. 
Le stade, construit par le même architecte que pour le stade Ullevi, ouvre ses portes en 1951 pour la tenue de la Coupe du monde 1958. Ses clubs résidents sont le Malmö FF de 1958 à 2008, l'IFK Malmö FK et le MAI.
Le stade fait partie également des stades retenus pour le Championnat d'Europe de football 1992 disputé en Suède.